# Alain De Vlieghe
Alain De Vlieghe (1954) is een voormalig Belgische politicus. Hij was burgemeester van Zuienkerke.
De vader van Alain De Vlieghe was 36 jaar lang onafgebroken schepen. Alain De Vlieghe is bouwkundig tekenaar en in 1993 startte ook hij een politieke carrière toen hij bij het OCMW Rik Dermaut opvolgde. Bij de gemeenteraadsverkiezingen van 1994 kwam De Vlieghe op voor de lijst Gemeentebelangen en hij raakte verkozen als derde schepen. Bij de verkiezingen van 2000 werd hij opnieuw verkozen en hij werd vanaf 2001 eerste schepen. Bij de gemeenteraadsverkiezingen van 2006 was hij lijstduwer, maar haalde de meeste voorkeurstemmen. Binnen zijn partij werd afgesproken dat hij halverwege de legislatuur het ambt van burgemeester zou overnemen en begin 2010 volgde hij dan Henri Cuypers op als burgemeester. De Vlieghe bleef burgemeester tot in december 2024 en verliet toen de actieve politiek.